# María Cámara Vales
María Cámara Vales (Mérida, Yucatán, 4 de marzo de 1877 - Ciudad de México, 14 de abril de 1970) fue una pedagoga mexicana que, durante las etapas iniciales de la Revolución mexicana, apoyó el movimiento antirreeleccionista encabezado por Francisco I. Madero, cuyo objetivo principal era conseguir mayor justicia social y la regeneración democrática de México.  
En 1969, fue galardonada por el Senado de México con la Medalla Belisario Domínguez, el más alto honor que puede recibir un ciudadano mexicano. Fue la tercera mujer en recibir el prestigiado galardón.Fue esposa de José María Pino Suárez, vicepresidente de México entre 1911 y su asesinato en 1913 durante los eventos de la Decena Trágica. 

## Infancia y educación.
María Casimira Cámara Vales nació el 4 de marzo de 1877 en Mérida, Yucatán. Fue la segunda hija del matrimonio formado por Raymundo Cámara Luján y María del Carmen Vales Castillo. La familia Cámara tenía una larga historia en la península yucateca, que se remontaba a la conquista española, y habían poseído importantes propiedades en la región desde principios del período colonial.
Su padre, Raymundo Cámara, fue una figura destacada en el desarrollo económico de Yucatán durante finales del siglo XIX y principios del XX.Fue un empresario, banquero, terrateniente y filántropo activo en la explotación y exportación de diversas materias primas que fue, además, socio fundador del Banco Mercantil de Yucatán en 1890.

Su tío materno fue Agustín Vales Castillo, industrial y banquero yucateco, se desempeñó como jefe político de Mérida en albores del siglo XX.  Mientras tanto, dos de sus hermanos Nicolás y Alfredo Cámara Vales lograron destacadas carreras políticas en el movimiento maderista ejerciendo como gobernadores de Yucatán y Quintana Roo, respectivamente.

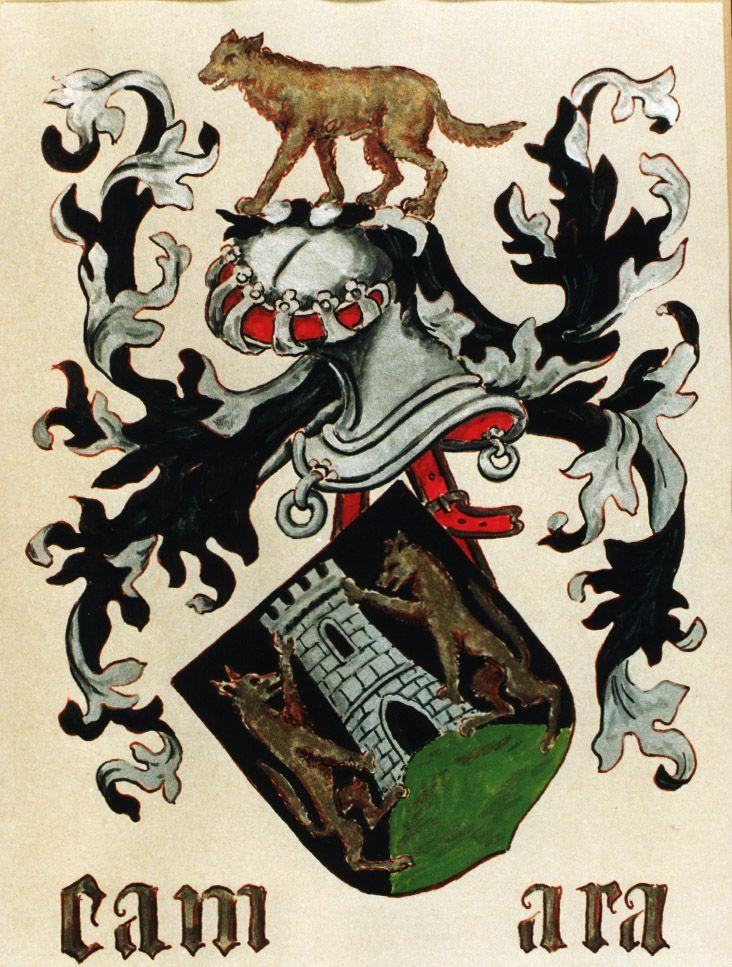
Escudo de Armas de la Familia de la Cámara.

María fue bautizada en el santuario de la Catedral de San Ildefonso de Mérida. Su familia, de larga tradición católica, le dio el segundo nombre de Casimira, ya que nació en el día festivo de San Casimiro, un príncipe de Polonia y santo patrón conocido por su piedad. Casimira deriva de la antigua palabra germánica " Kazimierz ", que significa "el que aporta equilibrio y armonía".
Al crecer, María se distinguió por su pequeña estatura y sus llamativos ojos azules. Además de sus talentos artísticos para tocar el piano y la flauta, demostró habilidades en manualidades y costura. A los catorce años completó su educación en el Colegio de las Duarte, graduándose con honores como maestra de primaria.

## Matrimonio y descendencia
En 1893, María conoció a José María Pino Suárez, un brillante estudiante de derecho. Sus caminos se cruzaron durante una celebración de carnaval, donde María participó como parte de una carroza alegórica que representaba a la diosa griega Temis. Pino Suárez inmediatamente se enamoró de ella y le dedicó varios poemas. Una cuarteta de Procelarias, un libro de versos escrito por Pino Suárez, incluye el siguiente soneto dedicado a María:  
"Vuelve a ti mi más alto pensamiento; 
Llegue hasta ti mi trova más sentida, 
A ti, el último aliento de mi vida, 

A ti, de mi ilusión, primer aliento."
Sin embargo, su noviazgo enfrentó desafíos debido a las convenciones sociales de la época y las barreras creadas por la familia Cámara. 
Durante un noviazgo de tres años, Pino Suárez completó sus estudios y se convirtió en abogado. El 8 de septiembre de 1896 la pareja se casó en la Catedral de San Ildefonso. Pino Suárez tenía en ese momento 27 años, mientras que María tenía 19.La pareja procreó seis hijos: María, Alfredo, José, Aída, Hortensia y Cordelia. 
Tanto Alfredo como José, los dos hijos varones, siguieron los pasos de su padre y se destacaron en la profesión jurídica. Alfredo se convirtió en ministro de la Suprema Corte y obtuvo reconocimiento por instruir varios procesos penales de alto perfil.
Varias de sus hijas se casaron con los descendientes de importantes familias empresariales mexicanas. Tanto María y Hortensia se casaron en primeras nupcias con miembros de la familia Ponce, propietarios de la Cervecería Yucateca (hoy día, parte de Grupo Modelo).Después de enviudar, María se casó con José González Sada, un importante empresario originario de Monterrey que fue primo hermano tanto del presidente Madero como de Eugenio Garza Sada, fundador del Tecnológico de Monterrey y la Cervecería Cuauhtémoc Moctezuma. Mientras tanto, Cordelia se casó con un miembro de la familia Escalante, conocidos por fomentar la industria henequenera en Yucatán.

## La Revolución de 1910
Luego de establecerse en la Ciudad de México, Pino Suárez ejerció la abogacía en un despacho que cofundó con Joaquín Casasús, mientras María se concentraba en cuidar su hogar y su familia. Finalmente, regresaron a Mérida, donde Pino Suárez se asoció con el padre de María en varios negocios, acumulando suficiente capital para establecer el prestigioso periódico El Peninsular. La publicación ganó notoriedad por su audaz crítica tanto del régimen autoritario de Porfirio Díaz como de las condiciones laborales de los peones de ascendencia maya y yaqui en algunas haciendas henequeneras, ganándose la oposición de la oligarquía regional. Finalmente, el gobierno obligó a Pino Suárez a vender el periódico a Nicolás y Raymundo Cámara Vales, los hermanos de María.
En 1909, la vida de la familia Pino Cámara dio un giro dramático con la visita de Francisco Madero, el fundador del Partido Nacional Antireeleccionista, a Progreso durante una gira política. Madero era un político liberal y progresista que proponía la regeneración democrática del país y la introducción de reformas sociales moderadas destinadas a mejorar las condiciones de las clases populares. Pino Suárez inmediatamente simpatizó con los ideales de Madero y rápidamente se volvieron amigos muy cercanos. Similarmente, María y Sara Pérez de Madero entablaron una estrecha amistad que duraría hasta la muerte de doña Sarita en 1952.
Durante las elecciones presidenciales de 1910, Madero, el único candidato opositor al régimen, fue arrestado en plena gira política y detenido en la penitenciaria de San Luis Potosí acusado de sedición, obedeciendo así las órdenes del presidente Díaz. Madero logró fugarse de prisión y se exilió en San Antonio, Texas, donde emitió el Plan de San Luis Potosí, denunciando el fraude electoral organizado por la dictadura militar y llamando a la resistencia armada. Se trataba del estallido de la Revolución mexicana. 
En Yucatán, mientras tanto, Pino Suárez, publicó una carta abierta exponiendo la corrupción y los abusos de Enrique Muñoz Arístegui, gobernador de Yucatán. Muñoz Arísteguí ordenó se girara una orden de aprehensión contra Pino Suárez quien logró fugarse de sus captores, corriendo por la azoteas de Mérida, y partió hacía Tabasco. Desde su exilio en la Hacienda Chablé, planeaba encabezar la Revolución en el sureste pero enfrentó varios reveses al intentar invadir la Península de Yucatán.
Preocupada por los rumores de duras medidas contra los partidarios de Madero en Yucatán, María partió con sus hijos a la casa de su hermana en San Juan Bautista, Tabasco.Poco después de su llegada a Tabasco, un amigo suyo, funcionario del gobierno, le informó a María que el presidente Díaz secretamente había ordenado se girara otra orden de aprehensión contra su marido para así trasladarlo hacía la Ciudad de México y que enfrentara cargos federales por rebelión. Dejando a sus hijos al cuidado de su hermana, abordó un barco con la intención de llegar hasta su marido y prevenirle. Por casualidad, terminó compartiendo el viaje con los soldados asignados para arrestar a Pino Suárez.
A pesar de su angustia, María ideó un plan. El barco realizó escalas diurnas en diversas localidades ribereñas para cargar y descargar mercancías, navegando de noche. En la primera parada, María desembarcó y logró conseguir un caballo. Envió el caballo con un mensaje que salvaría a su marido. Mientras el barco continuaba su recorrido y llegaba a Montecristo, el jefe de la escolta militar descubrió que Pino Suárez ya no se encontraba en la Hacienda Chablé. María regresó a San Juan Bautista acompañada de los soldados decepcionados. Así supo que su marido había recibido su mensaje.
Separado de su familia y obligado a abandonar el país, Pino Suárez debió emprender un largo recorrido por las montañas de Guatemala y Honduras británica (Belice) antes de poder embarcarse hacia los Estados Unidos. En San Antonio pudo reunirse con Madero, quien planeaba una invasión del norte de México. Ahí, Pino Suárez estrechó su amistad con diversos miembros de la familia Madero, particularmente con Gustavo Madero, hermano del presidente y eminencia gris del movimiento maderista.
Al triunfar la causa revolucionaria en la Batalla de Ciudad Juárez en mayo de 1911, Pino Suárez fue nombrado comisionado de paz por Madero, negociando el Tratado de Ciudad Juárez, que condujo al derrocamiento del régimen militar.Posteriormente, Pino Suárez regresó a Yucatán para ejercer como gobernador del Estado. Así se reunió con María y sus hijos después de haber sufrido varios meses de exilio.

## Presidencia de Madero (1911 - 1913)

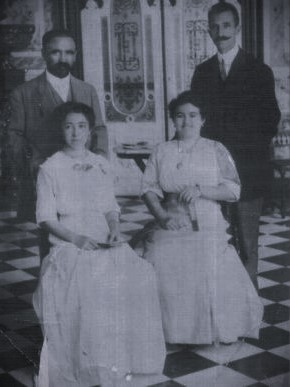
Las familias Madero y Pino-Cámara en el Castillo de Chapultepec.

En las elecciones presidenciales extraordinarias de 1911, Madero y Pino Suárez fueron elegidos presidente y vicepresidente de México. Fue un parteaguas en la historia del país, pues se trataba del primer gobierno elegido democráticamente. 
Como esposa del vicepresidente, María se trasladó a la Ciudad de México para ofrecer apoyo a su marido en sus responsabilidades públicas. El mandato del presidente Madero estuvo marcado por la agitación política y la Revolución mexicana.
En octubre de 1912 nació su sexta hija, Cordelia, quien fue bautizada en el Castillo de Chapultepec, residencia presidencial. El presidente Madero y Sara Pérez de Madero, la primera dama, fueron sus padrinos.
La verdadera prueba de la dedicación de María se produjo durante los eventos de la Decena Trágica, cuando el gobierno de Madero fue derrocado mediante un golpe de Estado militar. Durante este periodo, Pino Suárez permaneció firmemente leal al presidente Madero.
El 18 de febrero de 1913, después de varios días de insurrección, militares rebeldes irrumpieron en el Salón de Acuerdos del Palacio Nacional, sede del poder ejecutivo, mientras se celebraba una sesión del consejo de ministros. Al poco tiempo, el presidente, vicepresidente y la gran mayoría de los secretarios de Estado fueron aprehendidos por el bando rebelde. Ese mismo día, Gustavo, el hermano del presidente, fue arrestado, brutalmente torturado y asesinado por los golpistas. 
Detenidos en habitaciones estrechas, oscuras y mal ventiladas en la intendencia del Palacio, Madero y Pino Suárez sufrieron abandono y malos tratos. María vivió horas de angustia y desesperación. La mañana del 20 de febrero, con la ayuda de una amiga, logró eludir a los soldados que custodiaban a los mandatarios y así visitó brevemente a su marido. La visita estuvo llena de intensa emoción, pero terminó abruptamente debido a un cambio de guardia. María tuvo que abandonar el lugar abruptamente y fue tratada irrespetuosamente. A la mañana siguiente, acompañada de Sara Pérez de Madero, intentó en vano vencer la resistencia de los guardias, pero tuvo que marcharse sin siquiera ver a sus respectivos maridos.
Esa noche, María recibió una carta de su marido pidiéndole que fuera junto con sus hijos a encontrarse con él en la estación de tren. El gobierno espurio encabezado por el general Huerta quería conseguir un velo de legitimidad jurídica al conseguir las renuncias de Madero y Pino Suárez. A cambio de ello, les ofrecía a los mandatarios caídos un salvoconducto para que pudiesen viajar en tren al puerto Veracruz y ahí embarcarse en el acorazado Cuba, puesto a su disposición por el presidente Gómez, para poder partir en el exilio hacía La Habana. 
Llenos de esperanza, María y sus seis hijos llegaron temprano en la mañana a la estación donde se encontraron con la primera dama, los demás familiares del presidente y los embajadores de Cuba, Chile y Japón, quienes debían acompañarles en el viaje para garantizar su integridad física. Sin embargo, a las 2 de la madrugada, después de una larguísima espera, finalmente se enteraron de que el régimen militar no permitiría la salida del tren.Pedro Lascuráin, el secretario de Relaciones Exteriores de Madero, había desobedecido las instrucciones que había recibido de este de que no entregase las renuncias hasta que recibiera noticias de que el presidente y vicepresidente se encontraban a bordo del acorazado que debía conducirles al exilio. Con las renuncias firmadas y aprobadas por la Cámara de Diputados, el gobierno militar decidió no honrar su palabra. La vida de Madero y Pino Suárez, que permanecían detenidos, corría grave peligro.
Al regresar a casa, agotados por la espera, todos se durmieron menos María, quien experimentó una terrible alucinación en un estado entre el sueño y la vigilia. En su estado semiconsciente, vio a un joven vendedor de periódicos agitando un ejemplar anunciando la muerte de Madero y Pino Suárez. Aterrorizada, gritó y todos en la casa se reunieron a su alrededor mientras ella contaba su trágica visión. Al despertar, su primer acto fue pedir que le compraran un periódico, confirmando así que su sueño se había convertido en una devastadora realidad: Madero y Pino Suárez habían sido víctimas de un balazo asesino en las primeras horas del día, siguiendo instrucciones de Victoriano Huerta, el dictador militar. María, atormentada por su sueño profético, quedó en un estado de profundo shock y sufrió un ataque diabético.
Después del asesinato, quiso ir a la morgue para identificar el cuerpo de su marido, pero sus familiares y amigos la convencieron de que no debía "sufrir la tortura de verlo". Fue Alfredo Pino Cámara, su hijo mayor, entonces solo un adolescente de catorce años, quien tuvo la difícil tarea de "examinar con horror los rasgos hinchados de su padre y la tira de cartón, atada con una venda, que mantuvo unido el cráneo desmembrado." Según el informe de la autopsia, Pino Suárez murió a causa de trece heridas de bala.Cuando María quedó viuda, a los 35 años, su hija mayor, también llamada María, tenía 14 años mientras que Cordelia, la menor, tenía apenas unos meses.
Como viuda responsable de seis hijos menores de edad, María Casimira buscó consuelo y apoyo en su familia al regresar a Mérida. Finalmente, su sacrificio fue reconocido cuando recibió una modesta pensión del gobierno de Venustiano Carranza.

## Medalla Belisario Domínguez
En reconocimiento a su sacrificio y el de su marido, María recibió la Medalla Belisario Domínguez en 1969, a los 92 años. Este prestigioso honor, el más alto conferido a un ciudadano mexicano, fue testimonio de su carácter y sus contribuciones a la Revolución. Fue introducida ante la Cámara de Senadores por la senadora María Lavalle Urbina, originaria de Campeche, quien señalo que María pertenecía "al grupo de mujeres excepcionales […] que bajo el signo de amor realizaron esfuerzos, hazañas y sacrificios, callada, fértil, serenamente.”
Por su parte, en un breve discurso de aceptación, María Casimira afirmó: "es para mí un honor recibir esta medalla, pero más honor fue haber sido la esposa de José María Pino Suárez."

## Muerte
María murió pacíficamente en la Ciudad de México el 14 de abril de 1970, sesenta años después de iniciada la Revolución mexicana. Tenía 93 años. Junto a sus hijos Alfredo, María de González, Aída de Moreno, Hortensia de Ponce y Cordelia de Escalante, al funeral de María asistieron otros familiares y amigos, entre ellos Carlos Loret de Mola, gobernador de Yucatán. Fue sepultada en el cementerio francés de La Piedad junto con su marido. En 1986, sin embargo, los restos de Pino Suárez fueron trasladados por orden del presidente de la Madrid a la Rotonda de las Personas Ilustres. El legado de la pareja perduró a través de sus hijos, once nietos, treinta bisnietos y cuatro tataranietos.

## Premios
- Belisario Domínguez Medalla de Honor del Senado de México (1969)